# Verstaatlichung der französischen Erdölgesellschaften in Algerien
Die Verstaatlichung der französischen Erdölgesellschaften in Algerien war eine entschädigte Enteignung eines Industriesektors im Rahmen der Entkolonialisierung.
Der algerische Staat erwarb am 24. Februar 1971 von vier französischen Erdöl- und Erdgaskonzernen je 51 % des Gesellschaftskapitals, das auf vier Milliarden Deutsche Mark geschätzt wurde. Diese vier Konzerne waren zu etwa 80 % im Besitz des französischen Staates.

## Hintergrund
Im Friedensabkommen von 1962 hatten die Regierungen Charles de Gaulle und Ahmed Ben Bella besondere Beziehungen vereinbart. 1965 schlossen die Regierungen Charles de Gaulle und Ahmed Ben Bella einen Erdölfördervertrag. In diesem wurde französischen Staatsgesellschaften die teilweise Ausbeutung der Lagerstätten in der Sahara erlaubt. Das Abkommen sah vor, dass Algerien pro Barrel Erdöl 2,08 USD erhält, und zusätzlich 50 % der Gewinne. Darüber hinaus mussten 50 % der von den Gesellschaften erzielten Reingewinne wieder in Algerien investiert werden. Dieser Vertrag schützte in der Folge die französischen Gesellschaften vor der Verstaatlichung, die bei anderen Unternehmen in Algerien durchgeführt wurde. Zum erstmöglichen Termin, im Sommer 1970 wurde dieser Vertrag durch die algerische Regierung Houari Boumedienne gekündigt. Die algerische Regierung forderte 1970 eine Erhöhung ihres Anteils am Rohölpreis auf 2,85 USD/Barrel und eine Reinvestitionsrate in Algerien von 90 %. Die Regierung Algeriens hob Vorzugszölle für einige Warengruppen aus Frankreich auf und französischen Tankern wurde teilweise die Erlaubnis zum Laden von Rohöl in Algerien verweigert. Die Verhandlungen zwischen den Regierungen von Algerien und der Regierung von Georges Pompidou wurden am 2. Februar 1971 für gescheitert erklärt. Da sich 1969 Muammar al-Gaddafi in Libyen an die Regierung geputscht hatte und die Erdölgesellschaften verstaatlichte, musste die französische Erdölwirtschaft kurzfristig umdisponieren. Von den 1970 in Raffinerien in Frankreich verarbeiteten etwa 100 Millionen Tonnen Rohöl waren 26 Millionen Tonnen aus den 33 Millionen Tonnen algerischer Förderung und 17 Millionen Tonnen aus Libyen.

## Folgen
Der französischen Regierung gelang es in der EWG durchzusetzen, dass in die Länder der EWG kein algerischer Wein importiert wurde. Die algerische Regierung setzte den Wein in der Sowjetunion ab und erhielt als Kompensationsleistung Fiat-Lizenz-Fahrzeuge mit der Bezeichnung Lada. Die Verstaatlichung der französischen Erdölgesellschaften in Algerien war eine Voraussetzung für die konzertierte Rohölpreiserhöhung der OPEC, welche zur ersten Ölkrise 1973 führte.